# NGC 3664
NGC 3664 este o galaxie spirală situată în constelația Leul. A fost descoperită în 16 martie 1879 de către Ernst Wilhelm Tempel. Se află la o distanță de 26,9 de megaparseci de Pământ.